# Tupac: Resurrection (banda sonora)
Tupac: Resurrection fue lanzado por Amaru Entertainment como banda sonora del documental Tupac: Resurrection de 2003. Incluye remezclas de varias canciones previamente lanzadas por 2Pac, como "Death Around the Corner" de Me Against the World, "Secretz of War" de Still I Rise y "Holler If Ya Hear Me" de Strictly 4 My N.I.G.G.A.Z; y nuevos versos inéditos de 2Pac reconstruidos en nuevas canciones como "Ghost", "One Day at a Time (Em's Version)" y "Runnin' (Dying to Live)". Eminem produjo la mayor parte del álbum, que vendió más de 420.000 copias en la primera semana.
La última canción del álbum, "The Realist Killaz", contiene un verso no liberado de 2Pac, remezclado con otro verso de 50 Cent en el que aprovecha para meterse con el rapero Ja Rule.

## Lista de canciones
| #  | Título                             | Colaborador(es)      | Productor(es)               |
| -- | ---------------------------------- | -------------------- | --------------------------- |
| 1  | "Intro"                            |                      |                             |
| 2  | "Ghost"                            |                      | Eminem                      |
| 3  | "One Day at a Time (Em's Version)" | Eminem, Outlawz      | Eminem                      |
| 4  | "Death Around the Corner"          |                      | Johnny "J"                  |
| 5  | "Secretz of War"                   | Outlawz              | Johnny "J"                  |
| 6  | "Runnin' (Dying to Live)"          | The Notorious B.I.G. | Eminem                      |
| 7  | "Holler If Ya Hear Me"             |                      | Stretch                     |
| 8  | "Starin' Through My Rear View"     | Outlawz              | Makaveli, Hurt M Badd       |
| 9  | "Bury Me a G"                      | Thug Life            | Thug Music                  |
| 10 | "Same Song"                        | Digital Underground  | Shock G                     |
| 11 | "Panther Power"                    | Tyson                | Chopmaster J, Strictly Dope |
| 12 | "Str8 Ballin'"                     |                      | Easy Mo Bee                 |
| 13 | "Rebel of the Underground"         |                      | Shock G                     |
| 14 | "The Realist Killaz"               | 50 Cent              | Red Spyda                   |

## Sencillos
| Información del sencillo                                                        |
| ------------------------------------------------------------------------------- |
| "Runnin' (Dying to Live)" - Lanzamiento: 2003 - Lado-B: "Still Ballin"          |
| "One Day at a Time (Em's Version)" - Lanzamiento: 25 de marzo de 2004 - Lado-B: |

## Posiciones en lista

### Álbum
| Lista (2003)                     | Posición máxima |
| -------------------------------- | --------------- |
| Lista de álbumes de Alemania     | 76              |
| Lista de álbumes de Bélgica      | 41              |
| Lista de álbumes de Canadá       | 3               |
| Lista de álbumes de Francia      | 57              |
| Lista de álbumes de Holanda      | 36              |
| Lista de álbumes del Reino Unido | 62              |
| Lista de álbumes de Suiza        | 68              |
| Billboard 200                    | 2               |
| Billboard Top R&B/Hip Hop Albums | 3               |
| Billboard Top Soundtracks        | 1               |

### Sencillos
| 2003 | "One Day at a Time (Em's Version)" | 80 | -  | 51 | 22 | 27 |
| 2003 | "Runnin' (Dying to Live)"          | 19 | 32 | 11 | 5  | -  |